# Luca Cicolella
Luca Cicolella (Cerignola, 10 giugno 1924 – Foggia, 24 ottobre 1986) è stato un giornalista e scrittore italiano.

## Biografia
Luca Cicolella nacque da una famiglia di alta borghesia (il nonno paterno era avvocato, il papà Michele commerciante, la madre, Rosa Spadafina, casalinga, sorella del patologo Luigi, docente all'Università di Pisa e poi Bari). Conseguita la maturità classica nel 1943, iniziò la sua carriera giornalistica a Bari, nel campo del giornalismo sportivo, pur restando spiritualmente legato alla sua città d'origine attraverso due maestri di vita e di sapere: Adamo Bonagura della cattedra del liceo e don Michele Leone, che lo aveva accolto tra i "ragazzi" della "Don Bosco Santo".
Il 28 aprile 1954 sposò Filomena Di Leo con cui si trasferì a Foggia. Qui diresse alcune testate locali come Rosso e Nero, L'eco di Foggia, Sportsera, collaborando come pubblicista a quotidiani nazionali come ad esempio Il Tempo di Roma. Negli anni sessanta passò alla La Gazzetta del Mezzogiorno di Bari e per oltre 15 anni, sotto la direzione di Oronzo Valentini, viaggiò da inviato speciale seguendo l'Foggia. Storica una sua radiocronaca trasmessa in diretta con migliaia di tifosi rossoneri raccolti a Piazza Giordano, in occasione della prima promozione del Foggia in serie A.
Sempre agli anni sessanta è legata la seconda svolta professionale di Luca Cicolella, che cominciò a misurarsi con il mondo letterario con un quaderno affidatogli dall'Ente provinciale del Turismo nel 1962 su "usi e costumi" di Cerignola.
Fu funzionario del Museo Civico di Foggia e diresse l'ufficio stampa e la sezione cultura del comune di Foggia. Fondò con Mario Gismondi e Pierino De Giosa il Quotidiano Puglia.
Nel 1973 pubblicò per la prima volta il diario di guerra ...e la morte venne dal cielo, in cui analizza la tragica estate foggiana del 1943, durante la quale la città subì alcuni bombardamenti Alleati in quanto nei dintorni della città erano presenti diversi aeroporti che rappresentavano un importante obiettivo per le forze alleate. Il libro era accompagnato da numerose fotografie in bianco e nero, che documentavano gli effetti devastanti del bombardamento sulla città. Il libro fu ri-pubblicato una seconda volta nel 1983, ottenendo il favorevole giudizio a mezzo di lettera ad personam prima dell'onorevole Nilde Iotti, Presidente della Camera dei deputati; e poi di Francesco Cossiga, all'epoca Presidente del Senato della Repubblica.
Successivamente scrisse Ritratti a mezzogiorno, Tre cose così, Il giorno del girasole, Paese mio, Papà Scisciò.
È stato insignito del "Premio Gargano" di giornalismo nel 1966; di medaglia d'oro nel 1973 dall'Associazione Nazionale Vittime civili di Guerra, del "Rosone d'argento" a Milano nel 1979; del "Premio dell'Istituto internazionale di cultura di Roma" nel 1983.
Il 21 ottobre 1993 l'Amministrazione Comunale di Foggia gli ha intitolato una strada per ricordarlo come giornalista e scrittore distintosi nel campo della cultura e per aver dato "lustro" alla sua martoriata città. Inoltre sempre la stessa città gli ha intitolato un Premio Nazionale Letterario.

## Opere
(Luca Cicolella, Prefazione all'edizione del 1983)
- Quaderni dell'EPT Cerignola;
- E la morte venne dal cielo. Foggia 1943. Cronistoria di cento giorni di guerra, Bastogi, Foggia, 1983. ISBN 8886452934;
- Ritratti a Mezzogiorno;
- Tre cose così;
- Il Giorno del Girasole (opera teatrale data in prima nazionale al teatro "Giordano" di Foggia e poi rappresentata nel circuito della compagnia del "Tindari" da Ivano Staccioli, per la regia di Mario Landi;
- Paese Mio;
- Papa sciosciò.